# Skoklosters naturreservat
Skoklosters naturreservat är ett naturreservat i Håbo kommun i Uppsala län.
Området är naturskyddat sedan 1972 och är 1 806 hektar stort. Reservatet omfattar stora delen av Skohalvön och består av barr- och lövskog, jordbruksbygd, höga åsar och flacka strandängar. 